# Bogdgegén

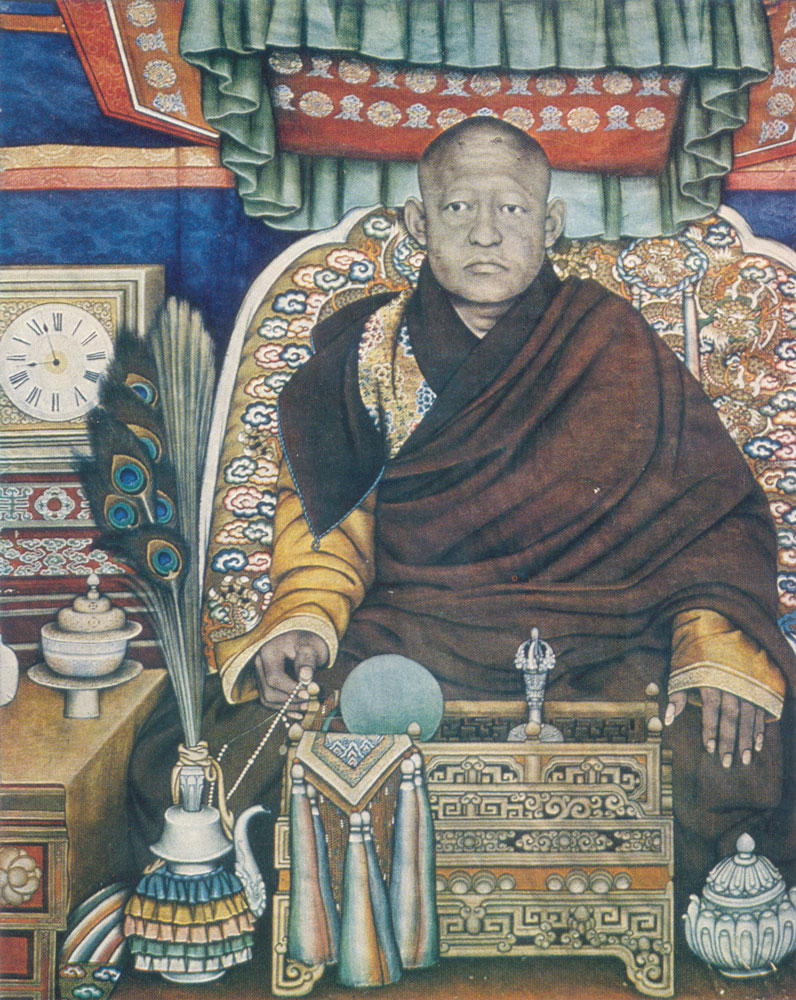
8. bogdgegén (obrázek od Marzana Šarava)

Bogdgegén (mongolsky Богдгэген), někdy též Chalcha Džebcundampa Chutuchtu či Bogd-chán, je hlava lámaistické školy Gelugpa v bývalém Vnějším Mongolsku. Bogdgegén je považován za vtělení buddhy Čänräziga a tedy za živého buddhu.

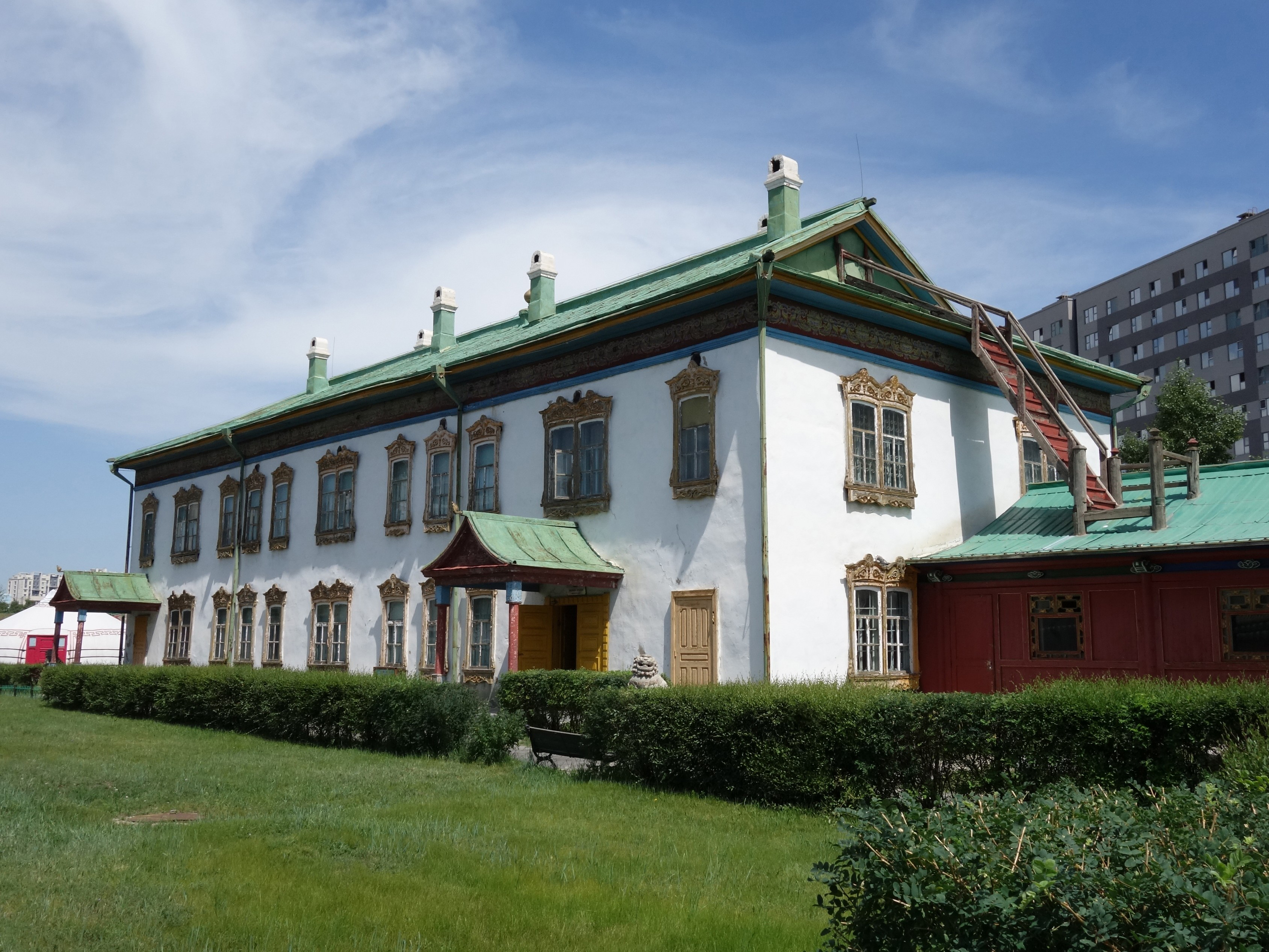
Zimní palác Bogdgegéna v Ulánbátaru

Prvním Bogdgegénem byl Dzanabadzar, syn Tušetu chána.
Termínem Bogdgegén je obvykle míněn 8. Bogd-chán (Džebcundampa Chutuchtu), který byl v letech 1911 - 1921 rovněž vládcem Vnějšího Mongolska. Zemřel roku 1924. Někdy bývá označován jako "slepý buddha", protože ve stáří oslepl.
9. Bogdgegén byl kvůli odporu komunistické strany intronizován až roku 1999.